# Diogo de Silves
Diogo de Silves est un explorateur portugais de l'océan Atlantique au XVe siècle. Mandaté par le prince Henri le Navigateur, en portugais l'Infante Dom Henrique, pour reconnaitre et cartographier l'archipel des Açores, il découvrit ce dernier en 1427, avant de rentrer à Madère. Il n'est connu que par une référence qui est faite de lui dans une charte de Gabriel de Vallseca datée de 1439.
La découverte des Açores est parfois attribuée à d'autres explorateurs, tel que Gonçalo Velho Cabral, par exemple.